# Lara Croft and the Temple of Osiris
Lara Croft and the Temple of Osiris je videohra ze série Tomb Raider vyvinutá studiem Crystal Dynamics. Vyšla na PlayStation 4, Xbox One a PC 9. prosince 2014. Jedná se o volné pokračování hry Lara Croft and the Guardian of Light z roku 2010. Jedná se o druhou hru s Larou Croft, která nenese název Tomb Raider. Byla představena na E3 2014.
Na první pohled je to hra naprosto odlišná od dosavadních titulů série, nejedná se totiž o TPS. Změna kamery je stejná jako u předchozího dílu Lara Croft and the Guardian of Light. Ve hře je k dispozici kooperativní mód, který je lokální, ale i online, což znamená, že se může další hráč ihned zapojit do hry. Hráč má tedy na výběr, zda bude hrát sám nebo v kooperaci s ostatními lidmi. Hra obsahuje na rozdíl od předešlého dílu kooperaci ve čtyřech hráčích (online i lokální). Změna je i v designu hry, schopnostech postav a hratelnosti.
Hra se odehrává, jak už název napovídá, v Osirisově chrámu.